# Rhynchobatus laevis
Rhynchobatus laevis é uma espécie de peixe da família Rhynchobatidae.
Essa espécie pode ser encontrada nas porções norte e oeste do Oceano Índico, desde a Tanzânia, o norte do Mar Arábico e o Golfo Pérsico, até o leste, perto de Bangladesh. Populações em outras regiões agora são consideradas espécies separadas.
O seu habitat natural é o mar costeiro. A espécie está ameaçada por perda de habitat.